# Felsőnyárád
Felsőnyárád község Borsod-Abaúj-Zemplén vármegyében, a Putnoki járásban.

## Fekvése
Kazincbarcikától 12 kilométere, a megyeszékhely Miskolctól közúton 30 kilométerre északnyugatra fekszik, a Szuha- és a Csörgő-patak találkozásánál. A környező települések közül Kurityán 2, Jákfalva 3, Felsőkelecsény pedig 4 kilométerre található; a legközelebbi város a 8 kilométerre fekvő Rudabánya.

### Megközelítése
Csak közúton érhető el, Sajókaza vagy Felsőkelecsény érintésével a 2603-as, Kurityán vagy Jákfalva felől pedig a 2605-ös úton.

## Története
Felsőnyárád Árpád-kori település. Nevét 1299-ben említették először Nyaragh néven. A név személynévből ered.
A 14. században a csorbakői uradalomhoz tartozott; birtokosai pálos kolostort építtettek itt. A 16. században a község reformátussá vált, majd török hódoltság alá került, és elnéptelenedett. 1687 után újra benépesült. 
A járások megszervezése után a falu 1873-tól Borsod vármegye szendrői járásához tartozott, majd 1909-től az Edelényihez, utána a putnokihoz (1950–1961), utána újra az edelényihez. Lakói többnyire mezőgazdaságból éltek vagy kisiparosok voltak.

## Közélete

### Polgármesterei
- 1990–1994: Visnyai Gyula (független)[3]
- 1994–1998: Visnyai Gyula (független)[4]
- 1998–2002: Visnyai Gyula (független)[5]
- 2002–2006: Visnyai Gyula (független)[6]
- 2006–2010: Kirila Ferenc (független)[7]
- 2010–2014: Kirila Ferenc (független)[8]
- 2014–2019: Kukoróné Bihari Aranka[9]
- 2019–2024: Bihari Aranka (független)[10]
- 2024– : Bihari Aranka (független)[1]

## Népesség
A település népességének változása:
| Lakosok száma | 987  | 972  | 940  | 942  | 948  | 904  | 886  |
|               | 2013 | 2014 | 2015 | 2021 | 2022 | 2023 | 2024 |

2001-ben a település lakosságának 100%-a magyar volt.
A 2011-es népszámlálás során a lakosok 84,9%-a magyarnak, 3,3% cigánynak mondta magát (15,1% nem válaszolt; a kettős identitások miatt a végösszeg nagyobb lehet 100%-nál). A vallási megoszlás a következő volt: római katolikus 26,9%, református 34%, görögkatolikus 3,9%, evangélikus 0,8%, felekezeten kívüli 5,1% (28,8% nem válaszolt).
2022-ben a lakosság 93,5%-a vallotta magát magyarnak, 4,2% cigánynak, 0,4% ruszinnak, 0,3% németnek, 0,1-0,1% görögnek, bolgárnak, románnak és lengyelnek, 1,2% egyéb, nem hazai nemzetiségűnek (6,4% nem nyilatkozott; a kettős identitások miatt a végösszeg nagyobb lehet 100%-nál). Vallásuk szerint 16,7% volt római katolikus, 30,7% református, 4,1% görög katolikus, 0,9% egyéb keresztény, 0,3% evangélikus, 10,2% felekezeten kívüli (36,4% nem válaszolt).

## Nevezetességek
- Római katolikus templom. Urunk mennybemenetele tiszteletére felszentelt templom.
- Református templom

## Nevezetes emberek
- Itt született Kun Bertalan, a Tiszáninneni Református Egyházkerület püspöke. Itt született Csik Lajos genetikus, egyetemi tanár, az MTA levelező tagja.